# سقف مسی

## فلز مس

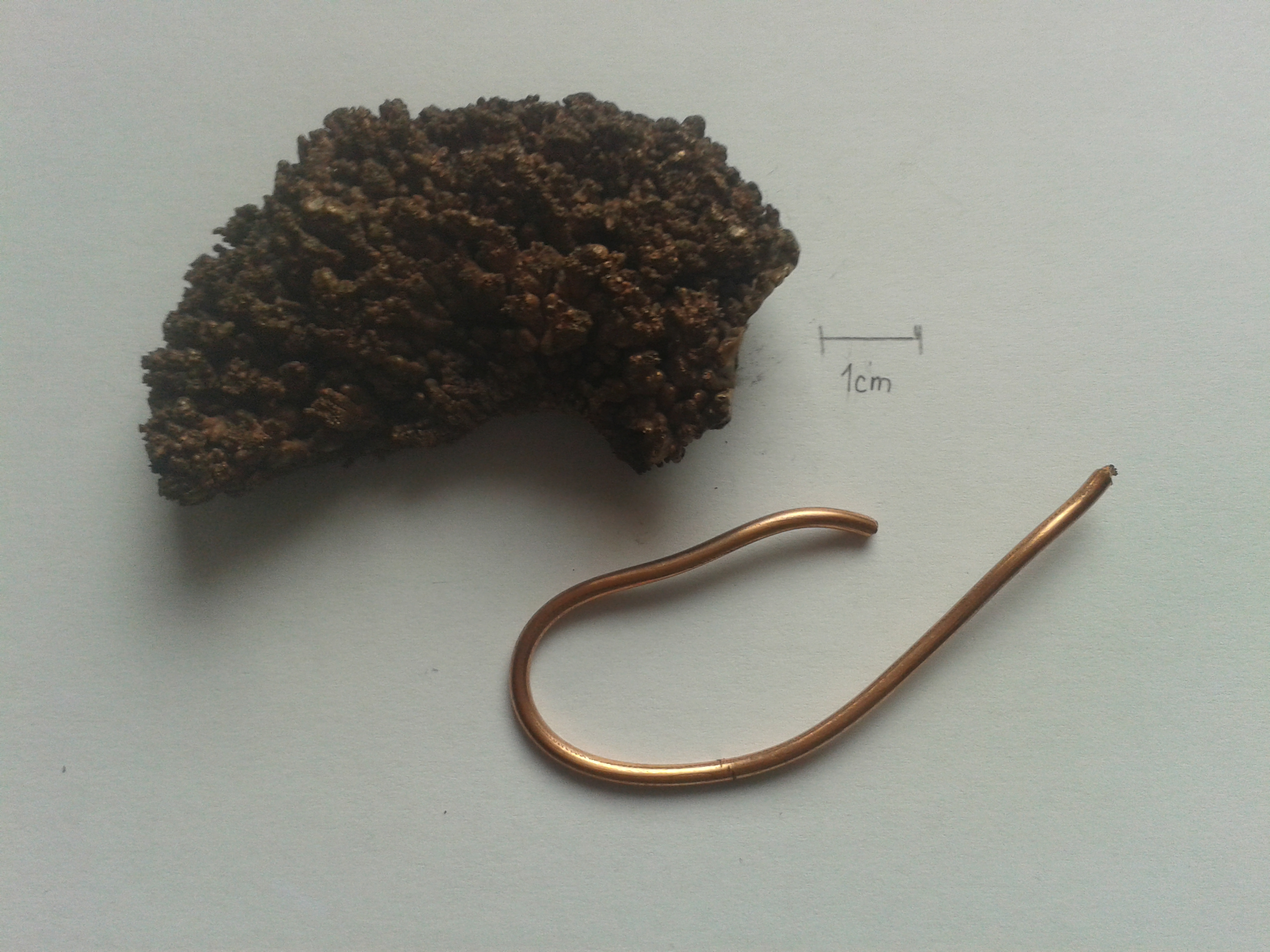
یک قطعه کریستال مس و سیم مسی

مس 29 امین عنصر جدول تناوبی است و با نماد شیمیایی Cu (برگرفته از واژهٔ لاتین cuprum) نمایش داده‌ می‌ شود.مس عنصری فلزی با ویژگی‌های شکل‌پذیری و رسانایی گرمایی و الکتریکی بالا است.
بیشترین کاربرد مس در تجهیزات الکتریکی مانند سیم کشی می‌باشد. این به این دلیل است که گرما و الکتریسیته را به خوبی هدایت می کند و به دلیل شکل پذیری بالا می تواند به شکل سیم در آورده شود.. همچنین از سایر کاربردهای مس، استفاده در ساخت و ساز (به عنوان مثال سقف و لوله) و ماشین آلات صنعتی (مانند مبدل های حرارتی) است.

## مس در معماری
فلز مس در زمینه‌های مرتبط با معماری، ساخت و ساز ساختمان و طراحی داخلی، جایگاه قابله توجهی به دست آورده است. از کلیساها گرفته تا قلعه‌ها و از خانه‌ها تا ادارات، فلز مس برای انواع عناصر معماری از جمله سقف‌ ها، ناودان‌ ها، گنبد ها، مناره‌ ها، طاق‌ ها، روکش دیوار ها و ... استفاده می‌ شود .

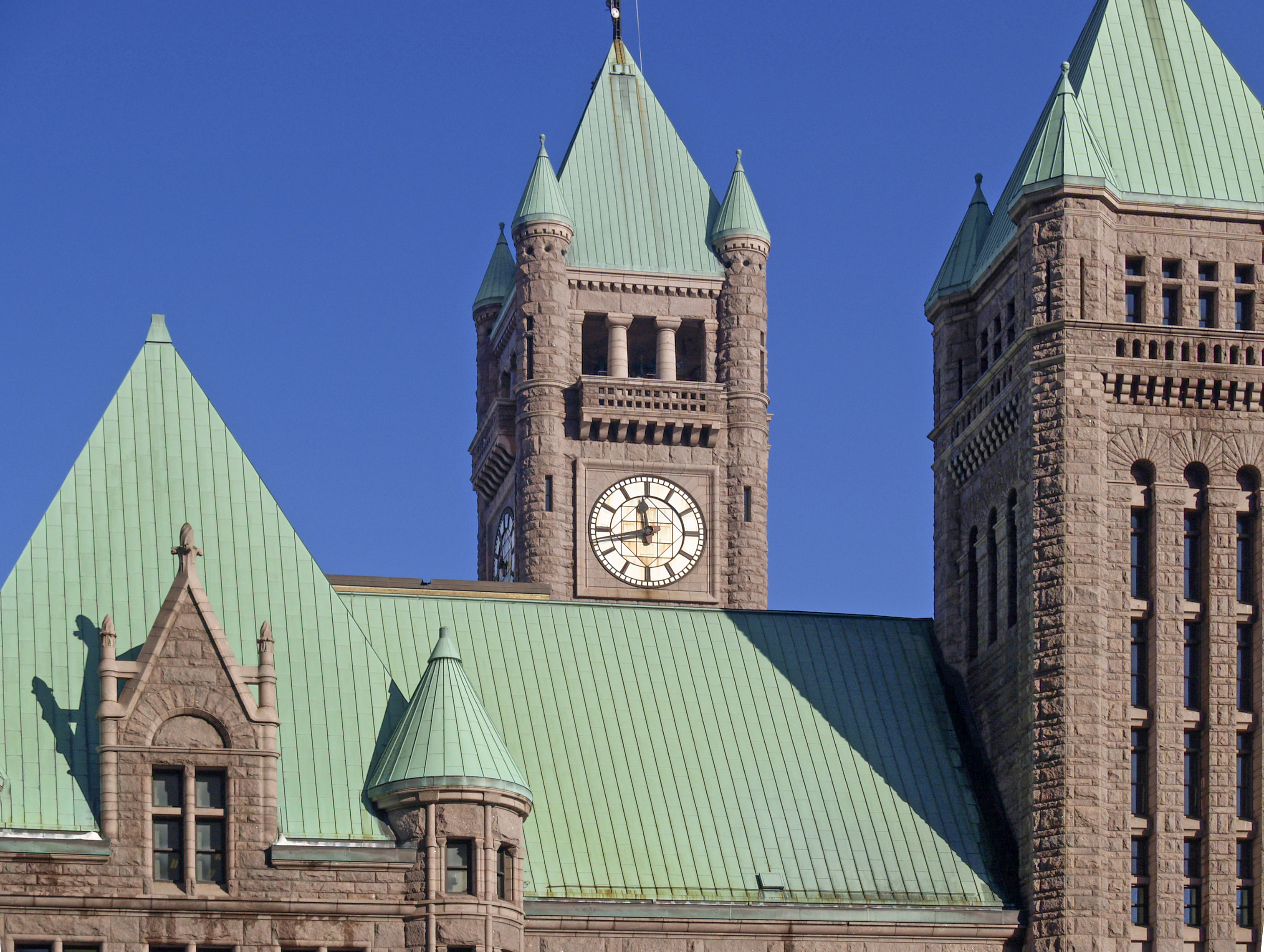
سقف مسی سبز رنگ در تالار شهرداری مینیاپولیس.

تاریخچۀ استفاده از مس در معماری را می توان به دوام، مقاومت در برابر خوردگی ، ظاهر معتبر و توانایی شکل دادن به اشکال پیچیده مرتبط دانست. برای قرنها، صنعتگران و طراحان از این ویژگی‌ ها برای ساختن سیستمهای ساختمانی زیبا و بادوام استفاده می‌ کردند .
در ربع قرن گذشته، فلز مس در طیف و سیع‌تری از ساختمانها طراحی شده است که سبک‌ های جدید، تنوع رنگها و اشکال و بافت‌ های مختلف را در خود جای داده است.
قابل توجه ترین ویژگی زیبایی شناختی مس، طیف رنگ‌ های آن است، از رنگ متالیک روشن و قهوه‌ای مایل به کمانی گرفته تا تقریباً سیاه و در نهایت پتین های مایل به سبز. پتینۀ سبز متمایز این فلز مدتهاست که مورد علاقۀ معماران و طراحان بوده است.
در این مقاله مزایای و کاربرد فلز مس را در معماری ایران و استفاده از آن در انواع سقف‌ ها بررسی می‌ شود.

## تاریخچه

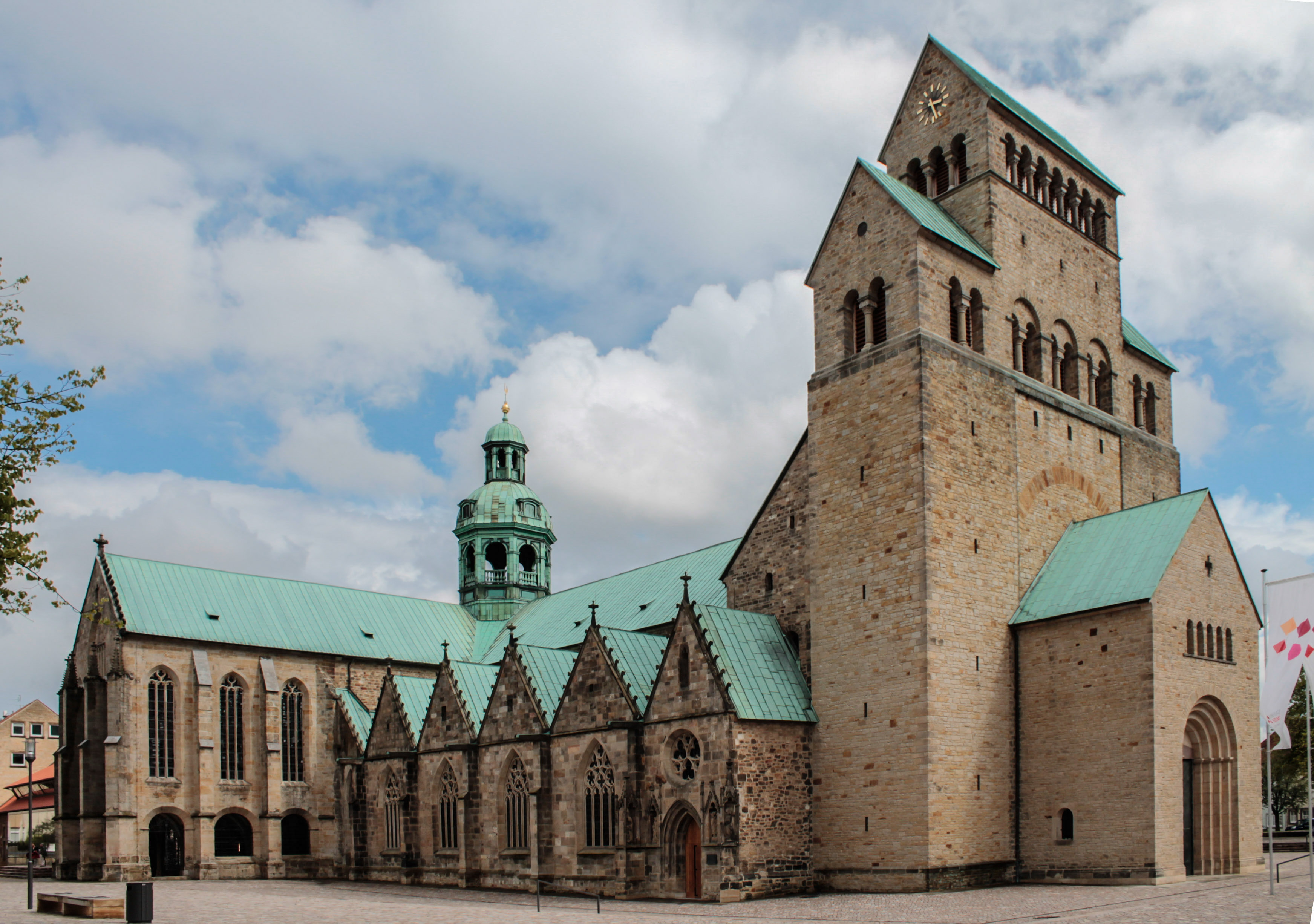
کلیسای جامع سنت مری هیلدسهایم

مس هزاران سال است که در معماری نقش داشته است. به عنوان مثال، در مصر باستان، درهای عظیم معبد آمن در کارناک با مس پوشیده شده بود. در قرن سوم قبل از میلاد، زوناهای مسی سقف د ر بالای معبد Lowa Maha Paya در سریلانکا نصب شد. و رومی‌ ها از مس به عنوان پوشش سقف پانتئون در قرن 27 قبل از میلاد استفاده کردند .
سقف مسی کلیسای جامع سنت مری (هیلدسهایم) که در سال 1280 قمری نصب شده است تا به امروز همچنان باقی مانده است. و سقف کرونبورگ، یکی از مهم‌ ترین قلعه‌های رنسانس شمال اروپا که به عنوان قلعۀ السینور در هملت شکسپیر جاودانه شد، در سال 1585 پس از میلاد نصب شد. مس روی این برج در سال 2009 بازسازی شد.

## مس در سقف سازی
مس به عنوان یک ماده سقف‌سازی دارای ویژگی و دوام منحصر به فردی است. ظاهر آن می تواند مکمل هر سبک ساختمانی از سنتی گرفته تا مدرن باشد. گرمابخشی و زیبایی آن، مس را به ماده ای مطلوب برای بسیاری از معماران تبدیل کرده است.
مس همچنین خواسته های معماران و صاحبان ساختمان در مورد هزینه طول عمر، سهولت ساخت، نگهداری کم و سازگاری با محیط زیست را برآورده می کند.

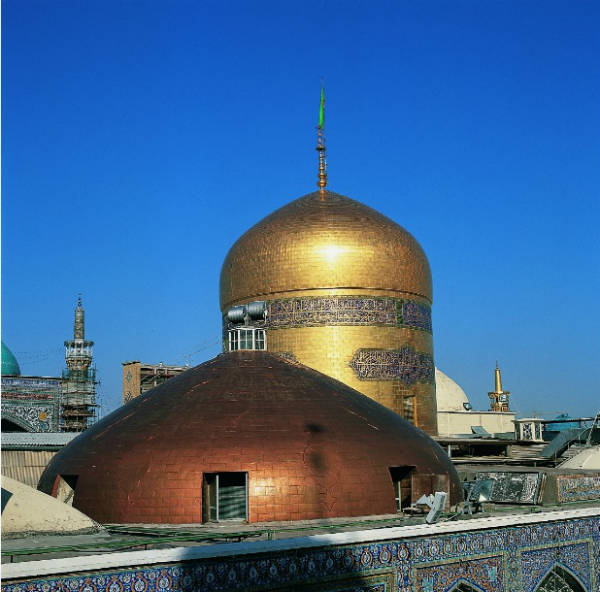
گنبد مسی الله وردی خان

نصب سقف مسی کاری است که نیاز به نصاب مجرب دارد. شکل پذیری و چکش خواری، مس را به یک ماده سازگار برای ساخت سقف‌ها با معماری خاص تبدیل کرده است. گنبدها و سایر اشکال سقف منحنی به راحتی با مس قابل ساخت هستند.یکی دیگر از مزایای سیستم های سقف مسی این است که تعمیر آنها نسبتا آسان است. برای گودال ها یا ترک های کوچک، مناطق آسیب دیده را می توان تمیز کرد و با لحیم کاری پر کرد. برای مناطق بزرگتر، تکه ها را می توان برش داد و در جای خود لحیم کرد.

## سقف های مسی در معماری ایرانی

### گنبد الله وردی خاندر شهر مشهد

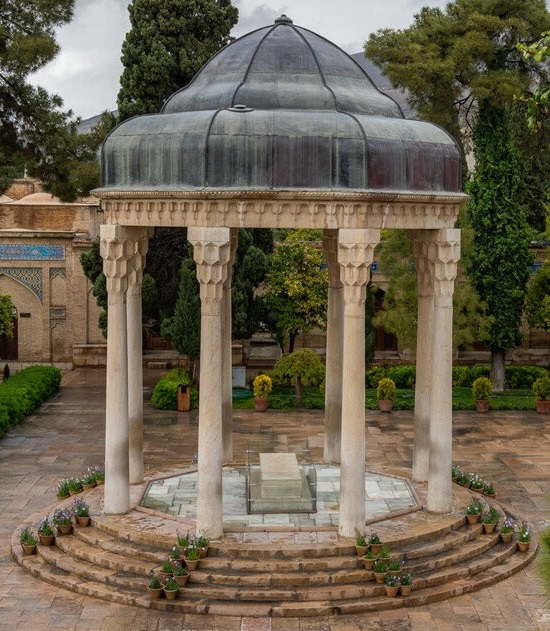
گنبد مسی حافظیه

گنبد الله وردی خان ، گنبدی مسی می باشد که در شمال شرقی آستان قدس و در شرق رواق توحید، بر بالای رواق الله وردیخان واقع شده است. این رواق که به گنبد الله وردی خان معروف بوده، از جالب ترین و با شکوه ترین رواق های آستان قدس رضوی می باشد. گنبد الله وردیخان توسط خود الله وردیخان ساخته شده است. این بنا بصورت هشت گوش است سقف خارجی این بنا از نظر استحکام و محافظت با خشت های مسی پوشانده شده است. بنای فوق از حیث کاشی کاری فوق العاده نفیس و ممتاز است و یکی از زیباترین شاهکارهای هنری آستان قدس رضوی می باشد.

### گنبد حافظیه
در سال ۱۹۳۵، اداره آموزش و پرورش فارس به همیاری اصغر حکمت، وزیر آموزش و پرورش، ساخت یک ساختمان جدید را در حافظیه ترتیب داد که طراحی این ساختمان بر عهده معمار و باستان شناسی نه ایرانی بلکه فرانسوی به نام آندره گدار انجام شد. آرامگاه حافظ از ۸ ستون سنگی تشکیل شده است؛ که نمادی از قرن هشتم (قرنی که حافظ در آن زندگی می کرده است) و هشت درب بهشت است. نمای بیرونی گنبد مقبره از جنس مس، نمادی از آسمان است و همانند کلاه دراویش ترکی طراحی شده است. این گنبد مسی از ابتدا سبز رنگ بوده است.

## مزایا

### مقاومت در برابرخوردگی
مس به عنوان یک فلز معماری، مقاومت بسیار خوبی در برابر خوردگی ایجاد می‌کند. سطوح مسی پوشش‌های اکسی د سولفات سختی را تشکیل می‌دهند که از سطوح مسی زیرین محافظت می‌کند و برای مدت طولانی در برابر خوردگی ، مقاومت دارند.

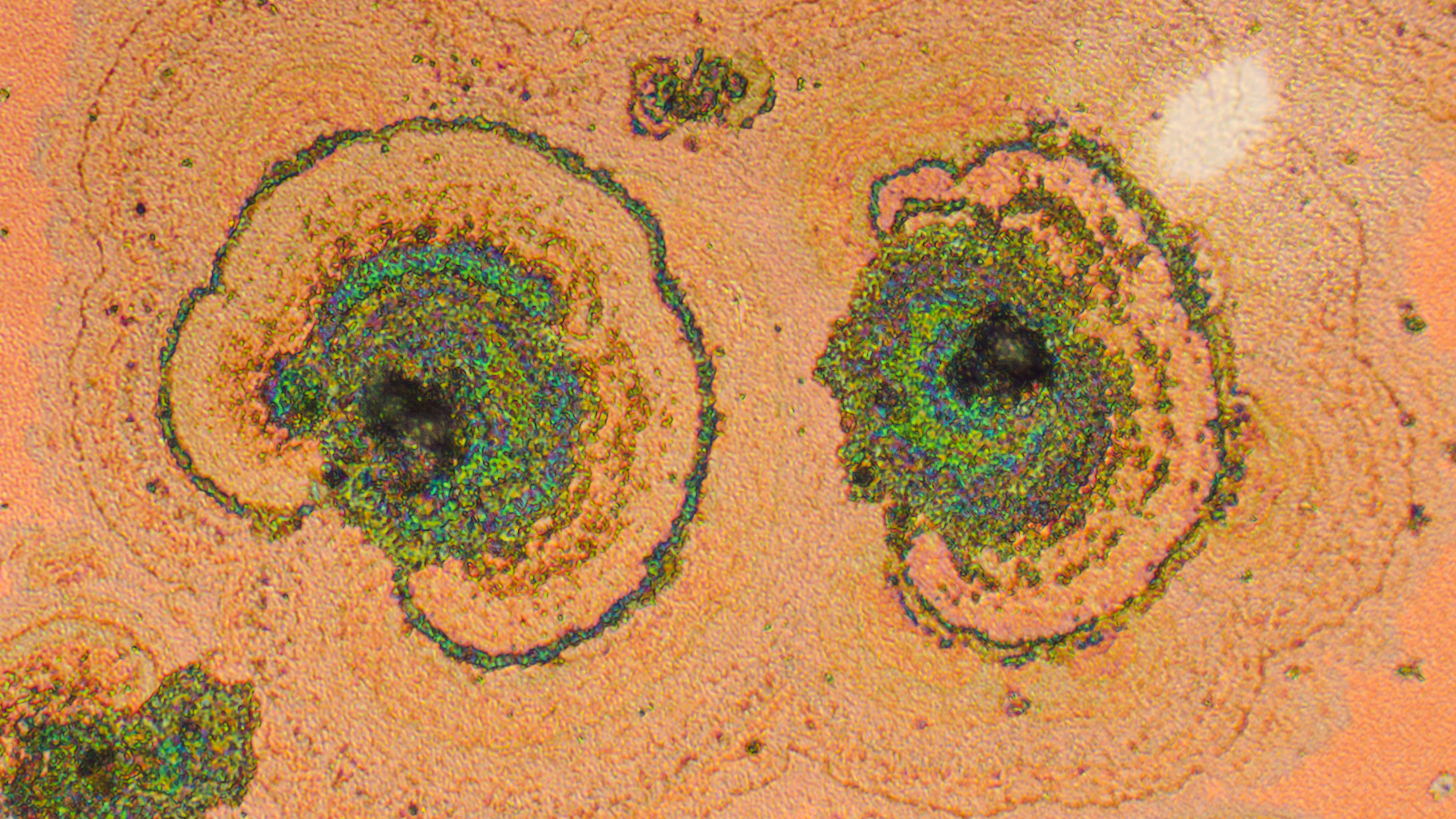
خوردگی مس

بر خلاف بسیاری از فلزات دیگر، مس از خوردگی سطح زیرین که می‌تواند باعث خرابی زودرس در سقف شود، آسیب نمی‌بیند.
برنج، آلیاژی از مس و روی است که مقاومت خوبی در برابر خوردگی مواد قلیایی و اسیدها ی آلی دارد. با این حال، در برخی از آبهای آشامیدنی و در آب دریا، آلیاژهای برنج با 20 درصد روی یا بیشتر ممکن است دچار حملۀ خوردگی شوند .

### دوام
سقف‌ های مسی در اکثر محیط ها بسیار بادوام هستند. عمر مفید آنها حدود 700 سال است که در درجه اول به دلیل محافظی است که روی سطوح مسی تشکیل می‌ شود. آزمایش‌ های انجام‌ شده بر روی سقف‌ های مسی قرن هجدهم در اروپا نشان داد که از نظر تئوری، این سقف‌ ها می‌توانند تا هزار سال دوام بیاورند.
سقفهای مسی با طراحی مناسب، حرکات ناشی از تغییرات حرارتی را به حداقل می‌رساند. انبساط حرارتی کم مس، 40 درصد کمتر از روی و سرب، به جلوگیری از تخریب و شکست کمک می‌ کند.

### نیاز به تعمیرات کم
مس نیازی به تمیز کردن و نگهداری ندارد. این خصوصیت به ویژه برای مناطقی که دسترسی به آنها پس از نصب دشوار یا خطرناک است، مناسب است.

### سبک وزن بودن
زمانی که مس به عنوان پوشش کامل پشت بام استفاده می‌شود، نیمی از وزن سرب و تنها یک چهارم سقف‌ ها کاشی است. این خصیصه به طور کلی باعث صرفه‌جویی در هزینه‌ های ساختار و مصالح می‌ شود. روکش مسی فرصت‌ های بیشتری را برای کاهش وزن سازه‌ های مسی ارائه می‌ دهد.

### حفاظت در برابر صاعقه
حفاظت در برابر صاعقه، آسیب به ساختمان‌ ها را در هنگام پایان صاعقه به حداقل می‌رساند. این ویژگی معمولاً با ارائه چندین مسیر متصل به هم با امپدانس الکتریکی کم به زمین انجام می‌ شود.
مس و آلیاژهای آن رایج‌ترین مواد مورد استفاده در حفاظت از صاعقه‌ های مسکونی هستند، با این حال در محیط‌ های صنعتی و شیمیایی خورنده، مس ممکن است نیاز به روکش قلع داشته باشد. مس به دلیل رسانایی الکتریکی عالی که دارد به طور موثر انتقال انرژی رعد و برق به زمین را تسهیل می‌ کند. همچنین در مقایسه با سایر مواد رسانا به راحتی خم می‌ شود.
هنگامی که بام مسی، ناودان‌ ها و هدایت‌کننده های باران به صورت الکتریکی به یک تاسیسات منتهی به زمین متصل می‌ شوند، مسیری با امپدانس الکتریکی پایین به زمین فراهم می‌ شود، اما بدون مسیرهای هدایت اختصاصی برای متمرکز کردن کانال تخلیه، سطح پرانرژی منتشر ممکن است مطلوب‌ ترین گزینه نباشد.

### قابلیت بازیافت
قابلیت بازیافت عامل کلیدی برای یک مادۀ پایدار است. نیاز به استخراج منابع جدید را کاهش می‌ دهد و به انرژی کمتری نسبت به استخراج نیاز دارد. مس و آلیاژهای آن تقریباً 100% قابل بازیافت هستند و می‌توان آنها را تا بی نهایت، بدون افت کیفیت، بازیافت کرد (یعنی مس پس از هر چرخۀ بازیافت مثل اکثر مواد غیرفلزی تجزیه نمی‌ شود). مس مقدار زیادی از ارزش فلز اولیه خود را حفظ می‌ کند: قراضۀ درجه یک مس معمولاً حاوی حداقل 95٪ از ارزش فلز اولیه از سنگ معدن تازه استخراج شده است. مقادیر قراضه برای مواد رقیب از حدود 60٪ تا 0٪ متغیر است. و بازیافت مس تنها به حدود 20 درصد انرژی مورد نیاز برای استخراج و پردازش فلز اولیه نیاز دارد.